# Souillac

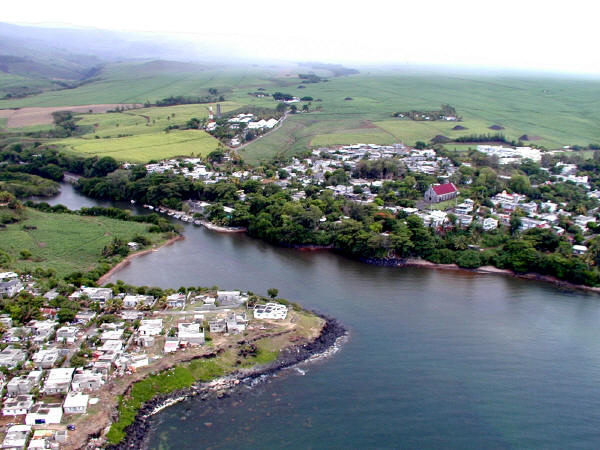
Souillac

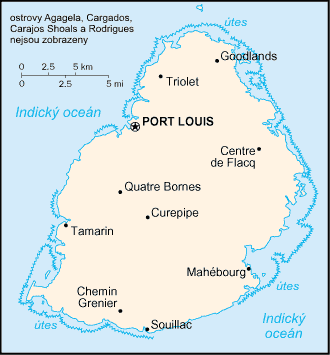
Souillac fica no extremo sul da ilha Mauricia

Souillac é uma vila próxima do ponto mais meridional da ilha Maurícia. É a capital do distrito de Savanne. Recebeu o seu nome do Visconde de Souillac, o governador da ilha entre 1779 e 1787.